# Dekadens
Dekadens – pierwszy i jedyny minialbum szwedzkiego zespołu black metalowego Lifelover, wydany 9 października 2009 roku. Jest to również pierwsza i jedyna płyta zespołu, w której nagraniach nie użyli automatu perkusyjnego, a prawdziwą perkusję.

## Lista utworów
| Nr | Tytuł utworu              | Długość |
| -- | ------------------------- | ------- |
| 1. | „Luguber Framtid”         | 3:06    |
| 2. | „Myspys”                  | 4:04    |
| 3. | „Major Fuck Off”          | 2:25    |
| 4. | „Lethargy”                | 4:00    |
| 5. | „Androider”               | 5:11    |
| 6. | „Visdomsord”              | 2:47    |
| 7. | „Destination: Ingenstans” | 4:31    |
|    |                           | 26:04   |